# Радулф (Тюрингия)
Радулф (на немски: Radulf; † сл. 642) е поставен от Меровингите за херцог на Тюрингия от 634 до 642 г.

## Биография
През 630 г. франкският крал Дагоберт I основава тюрингско Племенно херцогство, за да може да пази кралството си от вендите, организирани от Само. Той поставя ок. 634 г. Радулф за херцог.
След смъртта на Дагоберт I († 639) и Пипин Ланденски († 640) Радулф е нападнат през 640 и 641 г. от dux Адалгизел с Гримоалд Стари, Куниберт от Кьолн, синовете на Арнулф от Мец, херцог Бобо, алеманският херцог Леутар II и Сигиберт III. Радулф е съюзен с Фара (от Агилолфингите в Бавария), който е убит през 640 г. при последвалото нападение на Сигиберт. Радулф се окопава при река Унструт през 641 г. и не е победен от франкската войска, в която имал приятели. Радулф сключва след войната против Пипинидите мир със славяните и съседните народи.
След Радулф херцози стават синовете му Хеден I и Теотбалд.